# Marmoriertes Gebüscheulchen
Das Marmorierte Gebüscheulchen (Elaphria venustula), auch Ginsterheiden-Motteneulchen genannt, ist ein Schmetterling (Nachtfalter) aus der Familie der Eulenfalter (Noctuidae).

## Merkmale

### Falter
Die Flügelspannweite der recht kleinen Falter beträgt 18 bis 22 Millimeter. Die Vorderflügel sind weißlich und bräunlich gemustert. Der Saumbereich und der Vorderrand sind dunkelbraun. Vom Hinterrand erstreckt sich ein großer, dreieckiger, dunkelbrauner Fleck bis in die Flügelmitte. Darüber befindet sich eine schmale, blasse, rosa Binde, die den Faltern eine attraktive bunte Zeichnung verleiht. Von diesem Merkmal leitet sich auch der wissenschaftliche Name der Art vom lateinischen venustus = „anmutig“ ab. Makel und Linien sind meist undeutlich. Die Hinterflügel sind zeichnungslos graubraun.

### Raupe, Puppe
Erwachsene Raupen haben eine purpurbraune Färbung. Auf dem Rücken sind rautenförmige Flecke zu erkennen. Arttypisch ist ein weißlicher, rot gekernter Fleck auf dem vierten Segment.
Die schlanke Puppe ist rotbraun gefärbt und zeigt eine scharfe Spitze am Kremaster.

### Ähnliche Arten
Eine entfernte Ähnlichkeit besteht zum ebenfalls sehr kleinen Dreieck-Grasmotteneulchen (Pseudeustrotia candidula), das sich jedoch durch den großen Dreiecksfleck am Vorderrand der Vorderflügel unterscheidet.

## Geographische Verbreitung und Lebensraum
Das Marmorierte Gebüscheulchen ist in Europa weit verbreitet, fehlt jedoch ganz im Norden. Richtung Osten reicht das Verbreitungsgebiet durch Asien bis zum Pazifik. Die Tiere sind in verschiedensten Lebensräumen anzutreffen, dazu zählen offene Wälder, buschige Heiden, aufgelassene Weinberge sowie Feuchtwiesen.

## Lebensweise
Die Falter fliegen meist in zwei Generationen von Mai bis September. Im Norden wird nur eine Generation gebildet, die im Juni und Juli fliegt. Tagsüber sind sie gelegentlich aktiv. Nachts besuchen sie angelegte Köder und künstliche Lichtquellen. Als Nahrung der Raupen dienen in erster Linie die Blüten von Fingerkraut- (Potentilla), Heidekraut- (Erica), Ginster- (Genista), Rubusarten, sowie Besenheide (Calluna vulgaris). Ältere Literaturangaben, dass sie sich zuweilen auch von Schildläusen (Coccoidea) ernähren, konnten bei Zuchten nicht bestätigt werden und sind sicher unzutreffend. Die Art überwintert als Puppe.

## Gefährdung
Das Marmorierte Gebüscheulchen ist in den deutschen Bundesländern in unterschiedlicher Häufigkeit vertreten und wird auf der Roten Liste als nicht gefährdet geführt.